# Albertina
Albertina je galerie umění založená v roce 1776 ve Vídni vévodou Albertem Sasko-Těšínským a jeho ženou Marií Kristinou (rakouskou arcivévodkyní, čtvrtou dcerou císařovny Marie Terezie). Galerie je umístěna ve stejnojmenném paláci, který tvoří jihovýchodní konec císařského zámku (Hofburg) a obsahuje jednu z největších světových sbírek grafiky.
Sbírky galerie tvoří cca 50 000 kreseb, leptů a akvarelů a více než 1,5 milionu rytin. Katalog uvádí 43 kreseb Raffaela Santiho, 145 Albrechta Dürera, 70 Rembrandta (tedy více, než kterákoli jiná galerie na světě) či 150 prací Egona Schieleho. Mezi dalšími autory jsou zastoupeni Leonardo da Vinci, Michelangelo Buonarroti, Peter Paul Rubens, Hieronymus Bosch, Pieter Brueghel, Paul Cézanne, Pablo Picasso, Henri Matisse, Gustav Klimt či Oskar Kokoschka. Významná je rovněž sbírka fotografií, dokumentující vývoj tohoto média.

## Historie budovy
Od poloviny 18. století sloužil palác jako residence místodržícího rakouského Nizozemska, dnešní Belgie. V roce 1794 daroval císař František II. palác vévodovi Albertovi Sasko-Těšínskému, který byl jako místodržící z Belgie Francouzi vypuzen. Palác je pojmenován podle něho. Albert se sňatkem přiženil do habsburského rodu. Až do roku 1919 byla pak Albertina majetkem některého z Habsburků. Roku 1802 byla dokončena přístavba nového reprezentačního křídla, vybaveného nábytkem, který měl Albert ve svém belgickém sídle. Druhá velká adaptace proběhla v letech 1822–1825 za spolupráce architekta Josefa Kornhäusela a sochaře Josefa Kliebera. Část prostor byla vybavena v duchu klasicismu. Při další větší úpravě v poslední třetině 19. století získala Albertina fasádu, která odpovídá historizujícímu slohu sousední Ringstraße. Roku 1919 byl palác jeho majiteli, arcivévodovi Bedřichu Rakousko-Těšínskému, jako příslušníkovi habsburského rodu i se sbírkami vyvlastněn. Arcivévodovi však bylo povoleno odvézt si do exilu v Maďarsku, kde mu byl majetek ponechán, všechno cenné vybavení. V březnu roku 1945 byla Albertina vážně zasažena bombardováním.
Počátkem 90. let 20. století byla Albertina v důsledku velké rekonstrukce uzavřena, zpřístupněna veřejnosti byla opět v roce 2003. Během rekonstrukce se podařilo zakoupit zpět většinu původního vybavení, odvezeného počátkem 50. let. Rozšířila se výstavní plocha a vybudovaly se nové moderní depozitáře.

## Dějiny sbírky

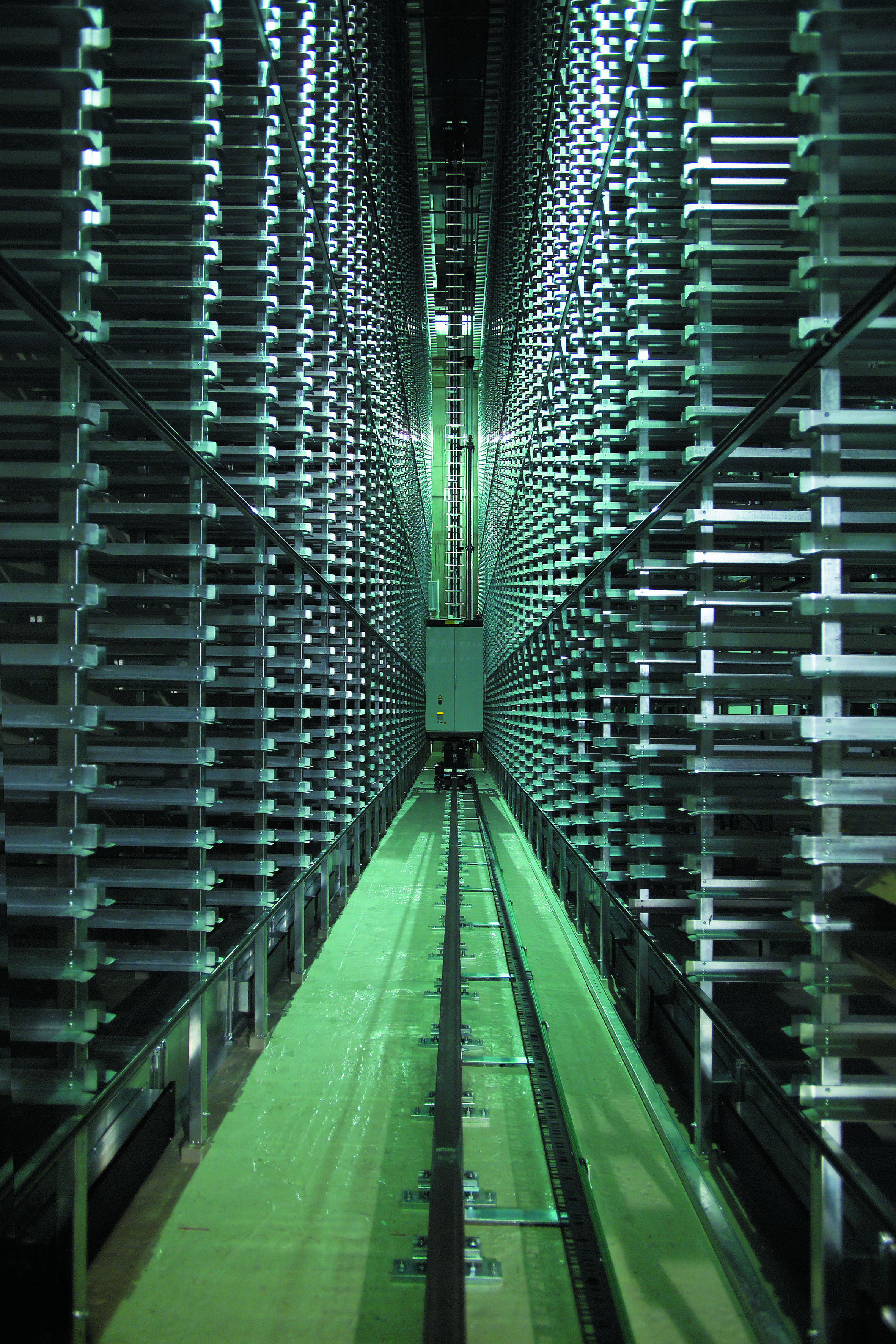
Depozitář grafiky a kreseb

Za počátek sbírky je považováno datum 4. červenec 1776, shodou okolností stejný den, kdy americký kongres schválil Prohlášení nezávislosti. Toho dne převzali vévoda Albert a jeho manželka, arcivévodkyně Marie Kristina, v Benátkách od tamního rakouského vyslance pro císařskou sbírku přes tisíc mědirytin. Albert sbírku postupně rozšiřoval o kresby Leonarda, Raffaela, Poussina či Lorraina. Roku 1796 získal výměnou z císařské dvorní knihovny díla Albrechta Dürera. Odtud přešly do budoucí Albertiny i práce Rubensovy, Rembrandtovy a van Dycka, které se před tím, v roce 1738, do knihovny dostaly ze sbírky Evžena Savojského. Kolem roku 1800 získal vévoda Albert pro galerii sbírku holandského malíře a sběratele umění Cornelise Ploose van Amstela, která Albertinu obohatila o cenný soubor nizozemské kresby. Základ grafických a kresebných sbírek tím byl dokončen, další přírůstky do roku 1919 inventář už jen doplňovaly.
Počátkem roku 1919 budova galerie i její sbírky přešly z majetku Habsburků do vlastnictví Rakouské republiky. V roce 1920 byla sbírka rytin spojena se sbírkou staré dvorní knihovny (Hofbibliothek). Oficiální jméno Albertina dostala galerie v roce 1921. V té době řídil Albertinu rodák ze Zlovědic v Čechách Joseph Meder.

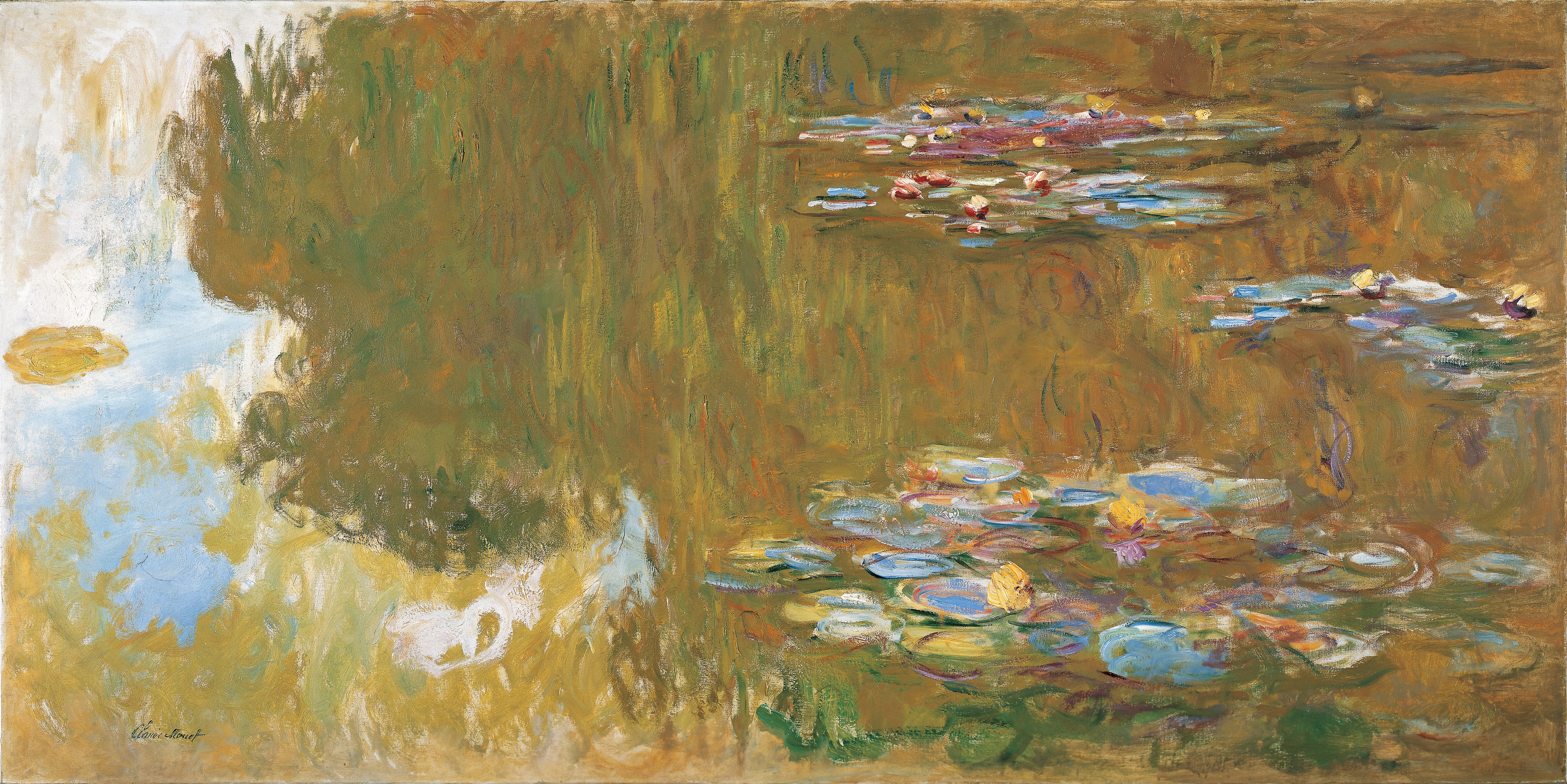
Claude Monet, Lekníny, olej, 1917–1919

V meziválečném období se tehdejší ředitel Alfred Stix rozhodl prodat některé duplikáty z grafické sbírky. Tím získal prostředky na zacelení mezer zejména v oblasti francouzské kresby 19. století. Ze sbírky Simona Mellera tak do Albertiny mohly být zakoupeny kresby a akvarely Ingrese, Corota, Delacroixe, Maneta, Degase, Renoira a Cézanna. Po druhé světové válce byla galerie obohacována také o rakouské autory, mj. Klimta a Schieleho. Celkem 1300 díly je v Albertině zastoupen Oskar Kokoschka, a to díky daru jeho manželky Oldy. Pozornost je věnována i modernímu americkému umění, a to nákupem prací např. Andy Warhola, Jacksona Pollocka či Roye Lichtensteina.
Na podzim 2007 obohatil Albertinu jeden z nejvýznamnějších darů v její historii. Manželé Herbert a Rita Batlinerovi předali galerii svou sbírku 200 olejomaleb autorů evropské moderny od Moneta, Cézanna, Picassa, Miróa, Chagalla, Maleviče, Bacona, Klea a mnoha dalších malířů. Sbírka manželů Batlinerových tvoří část stálé expozice Albertiny. Galerie se tak ve své moderní podobě přestala orientovat výhradně na grafiku a kresby tak jako v minulosti.

## Z děl v majetku Albertiny

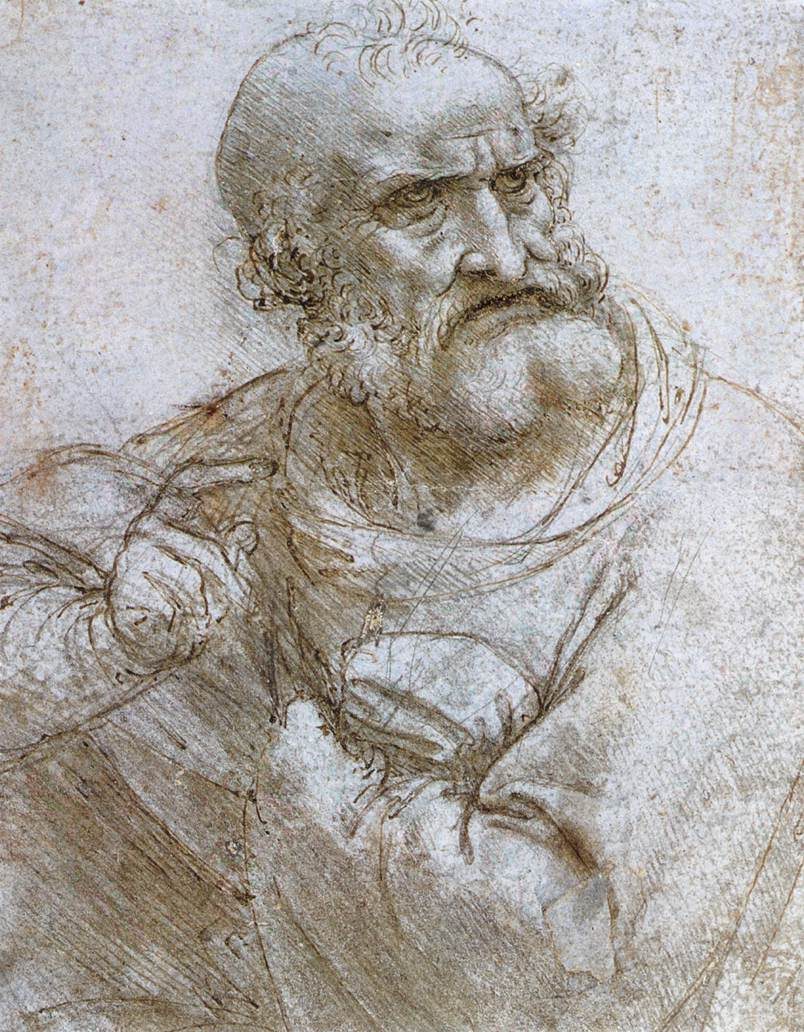
Leonardo da Vinci, Studie k Poslední večeři, asi 1495
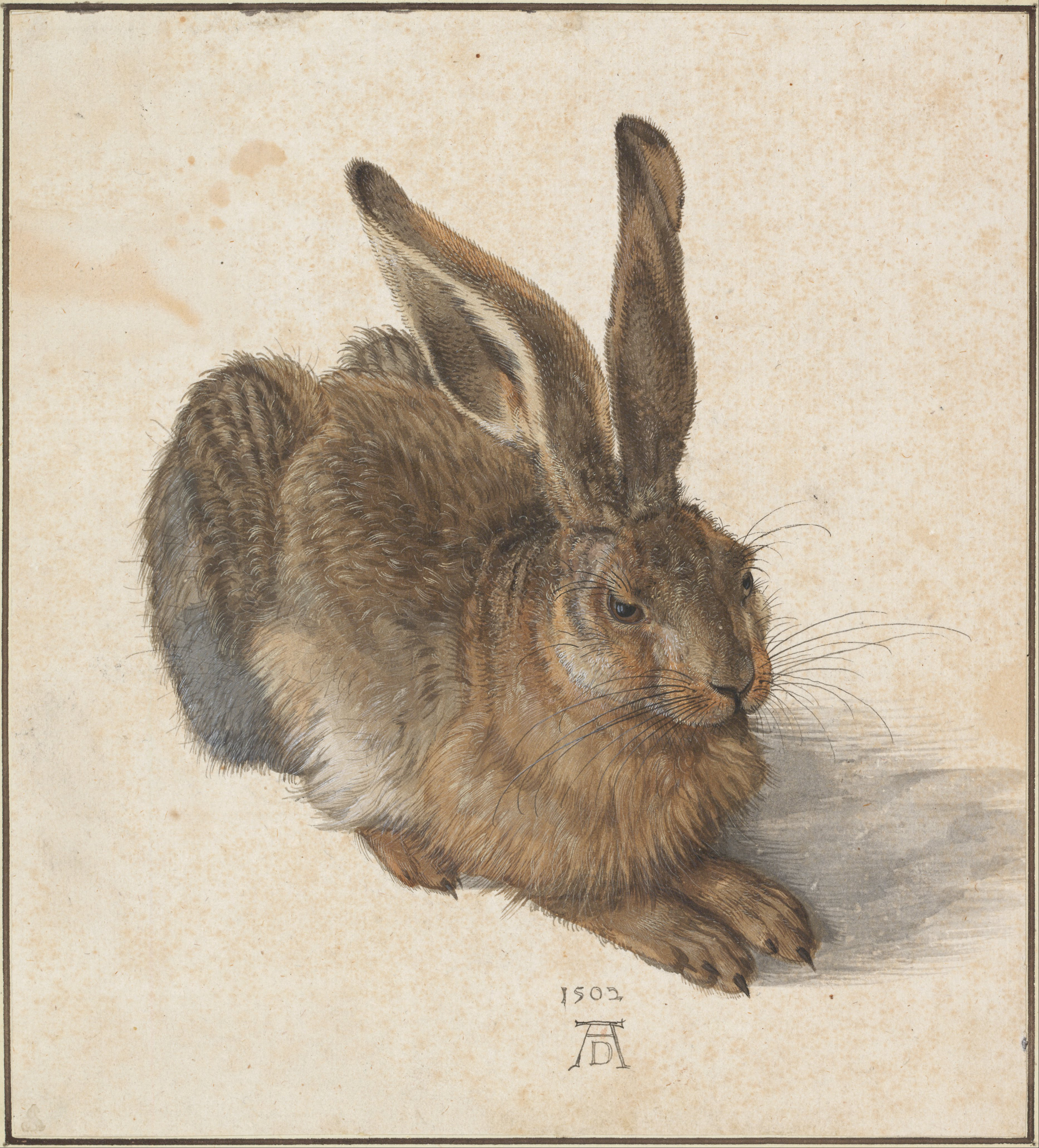
Albrecht Dürer, Mladý zajíc, 1502
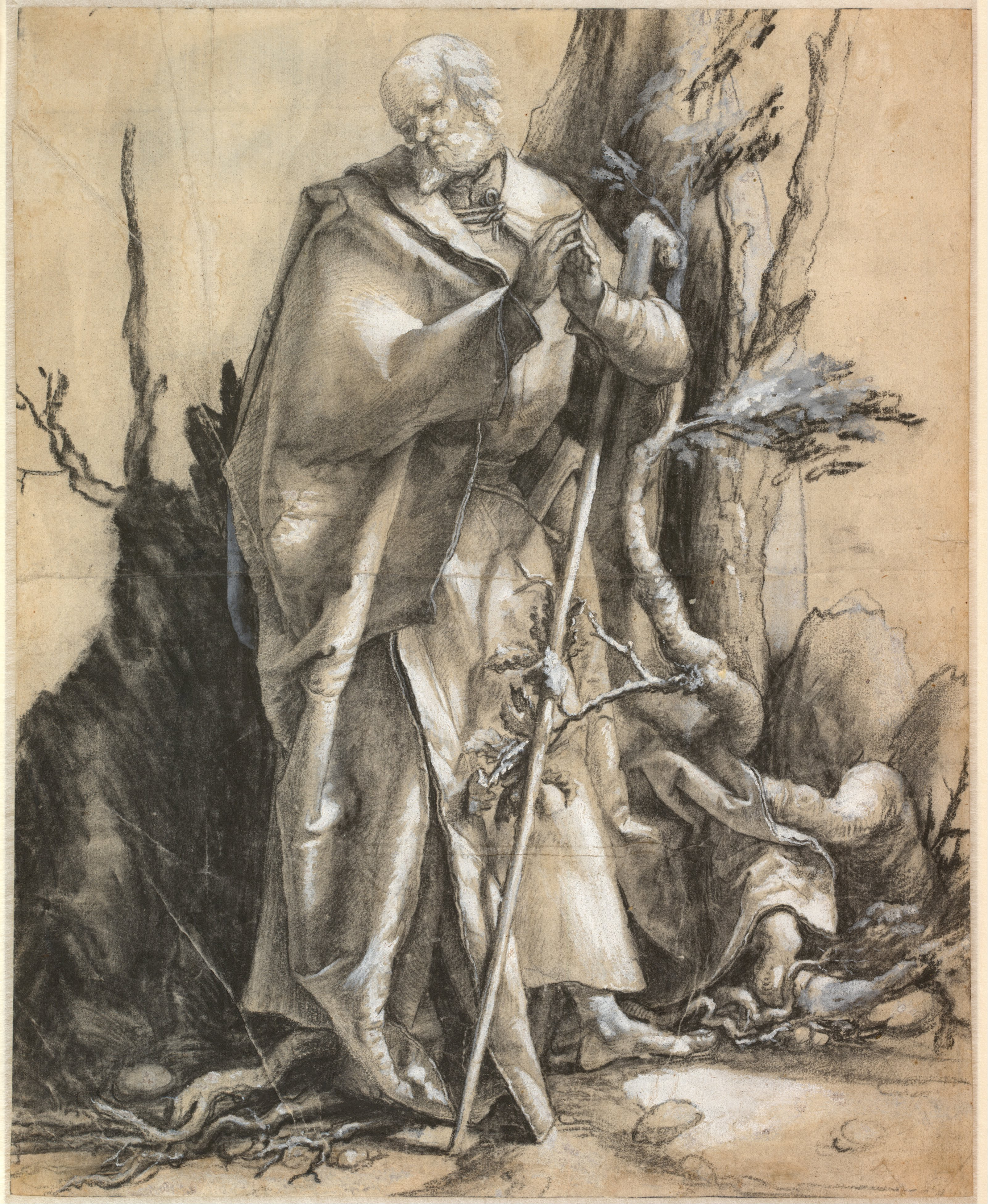
Albrecht Dürer, Vousatý světec v lese, 1516
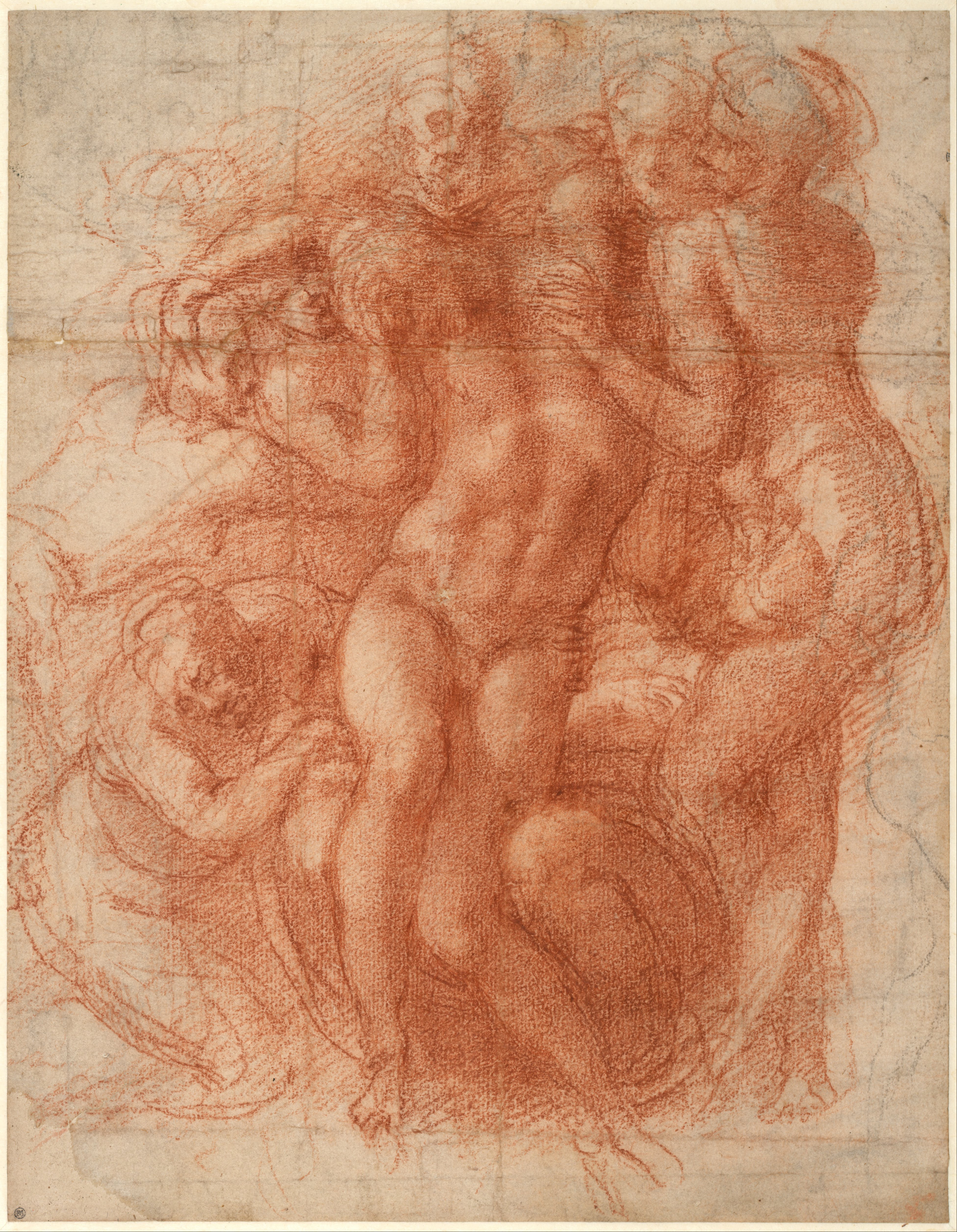
Michelangelo Buonarroti, Oplakávání Krista, asi 1530
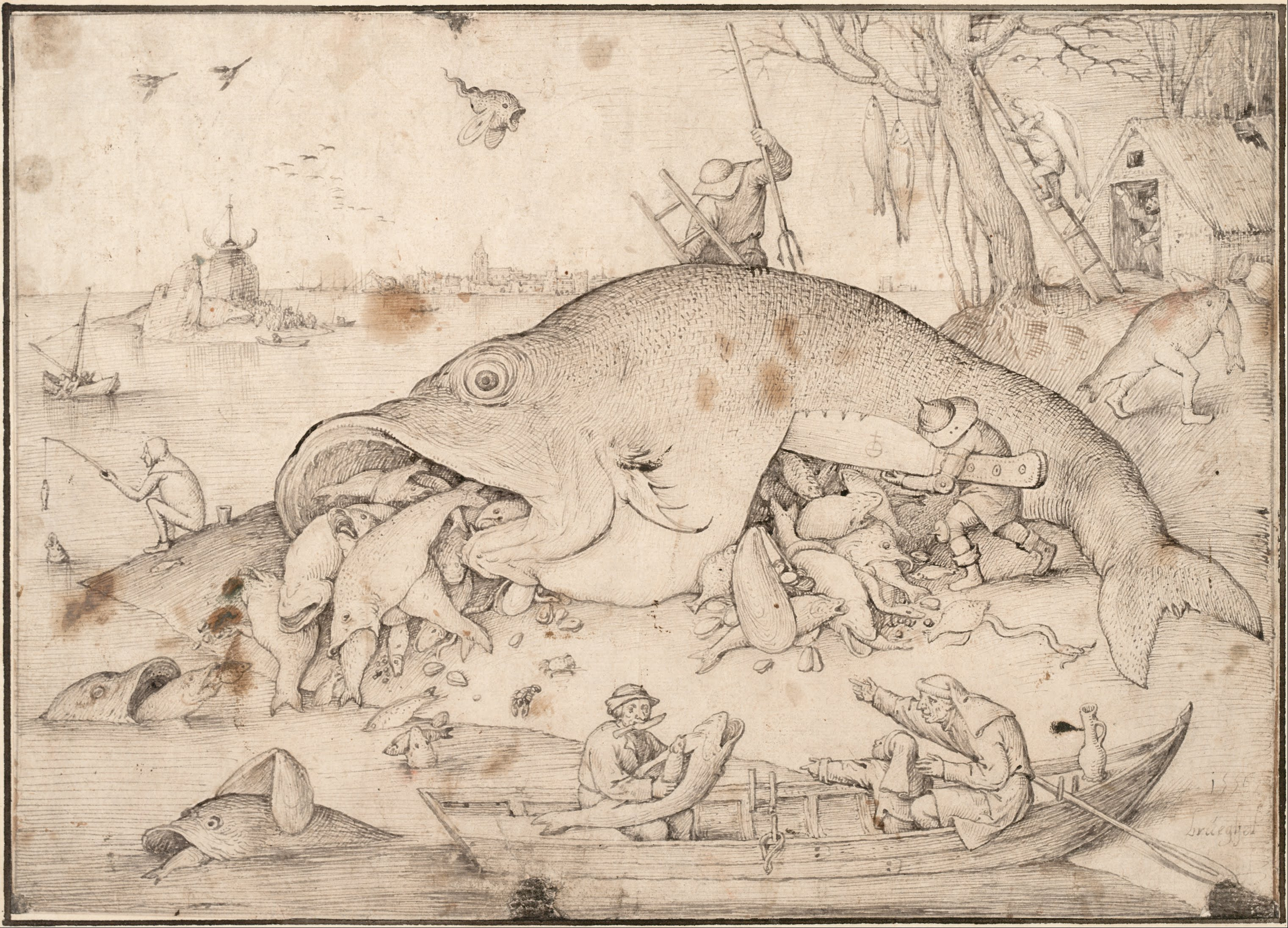
Pieter Bruegel, Velká ryba žere malé, 1556
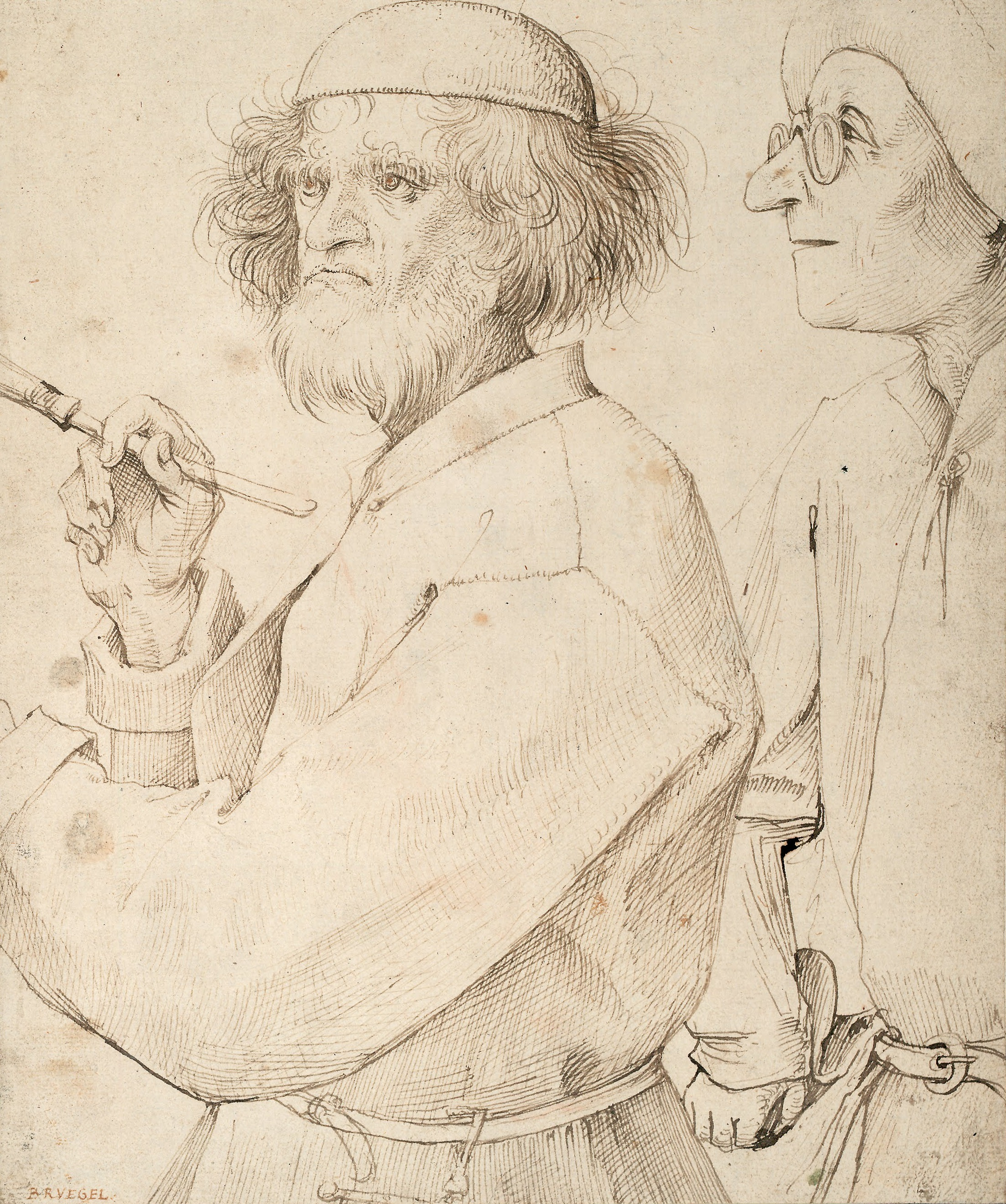
Pieter Bruegel starší, Malíř a kupec, 1565
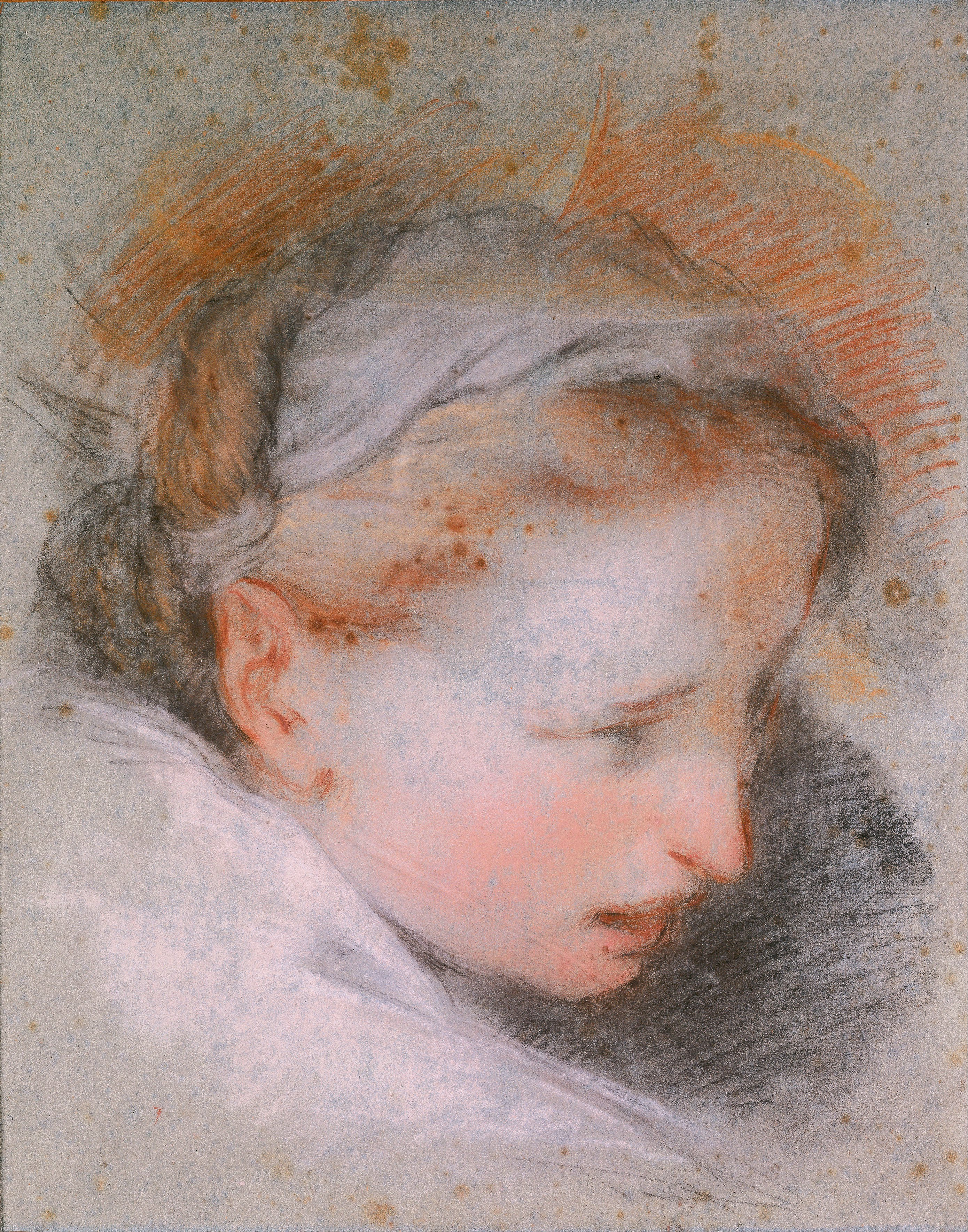
F. Barocci, Hlava ženy, 1568-9
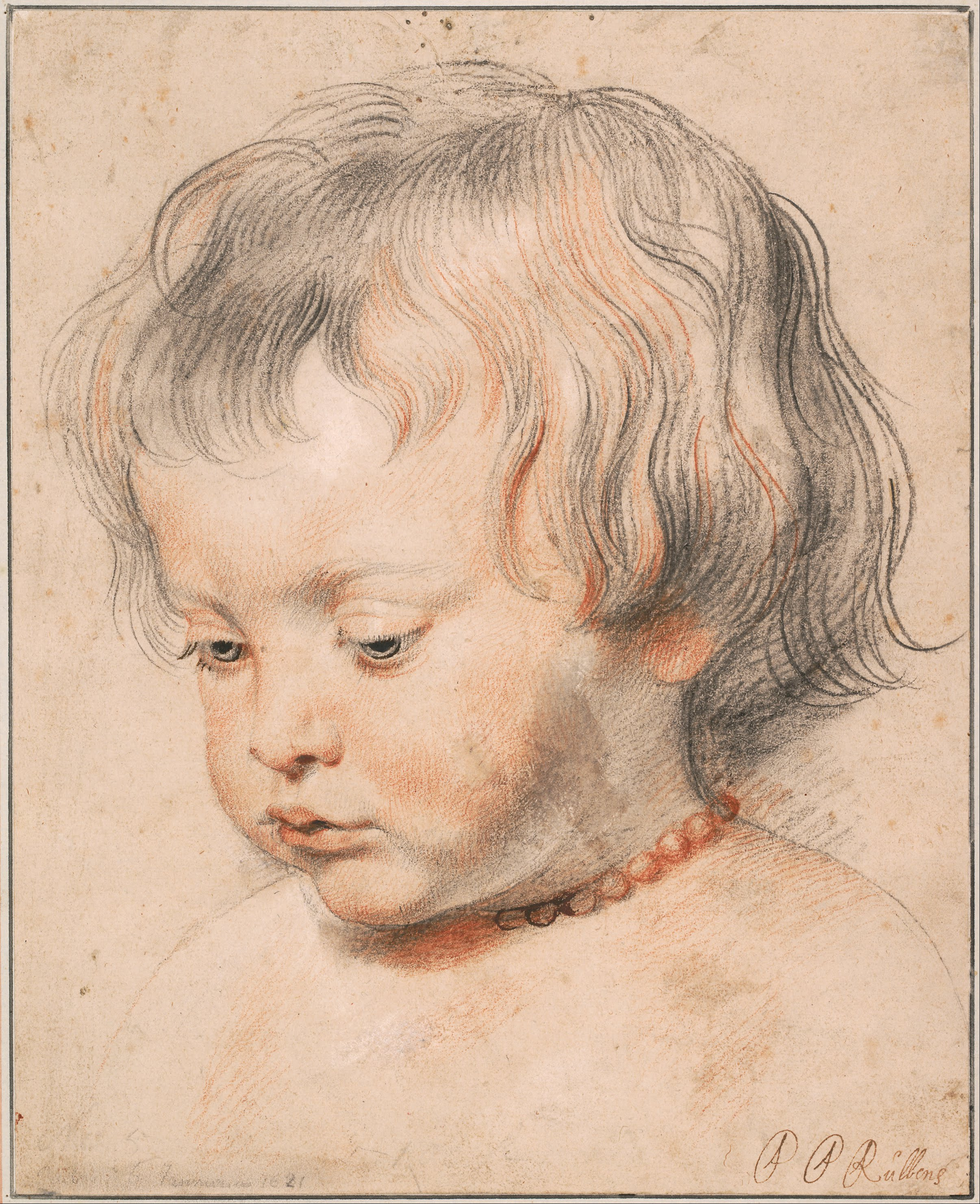
Peter Paul Rubens, Syn Nicolaas s korály, asi 1619
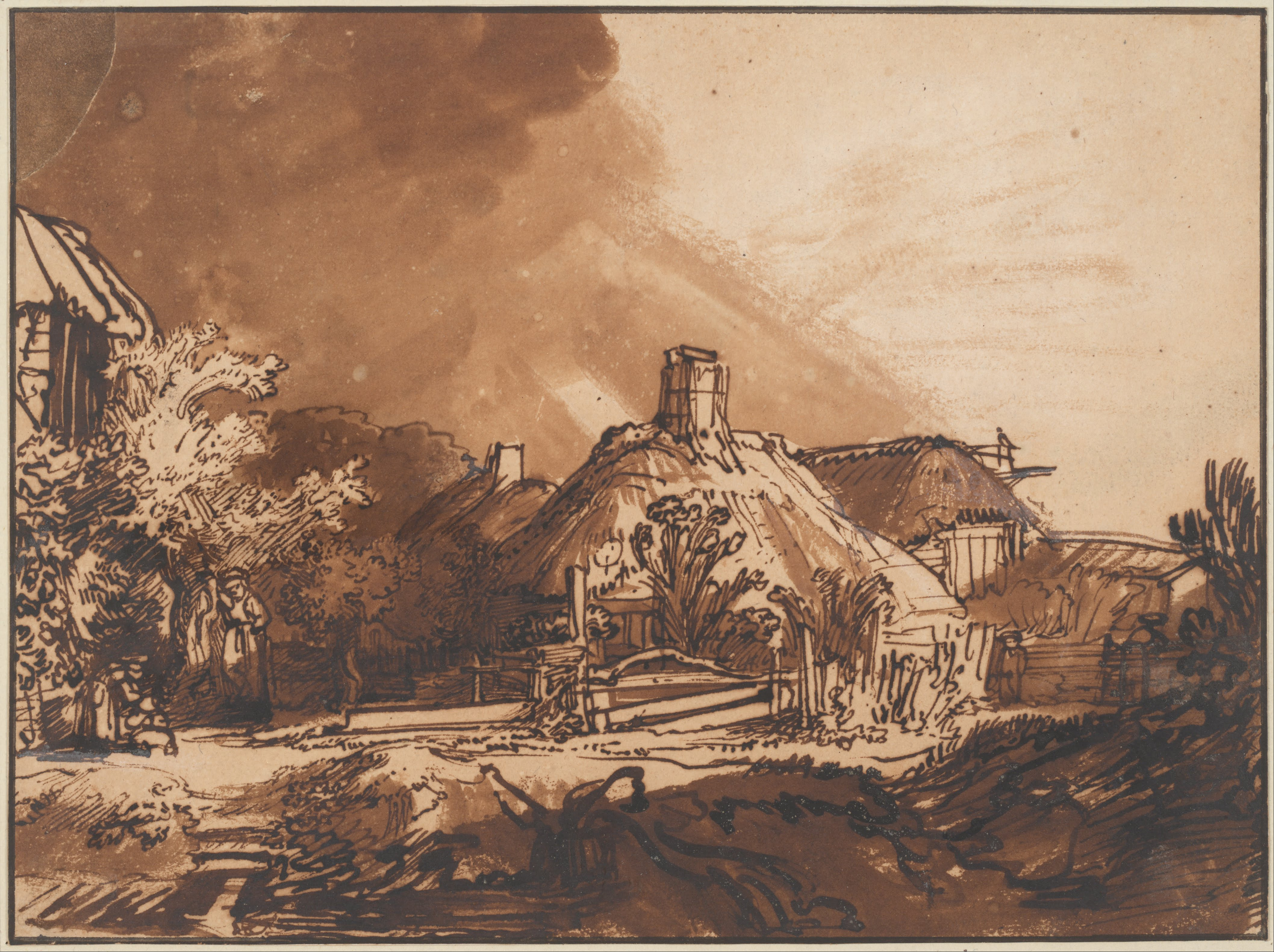
Rembrandt, Chalupy pod bouřkovým mrakem, asi 1635
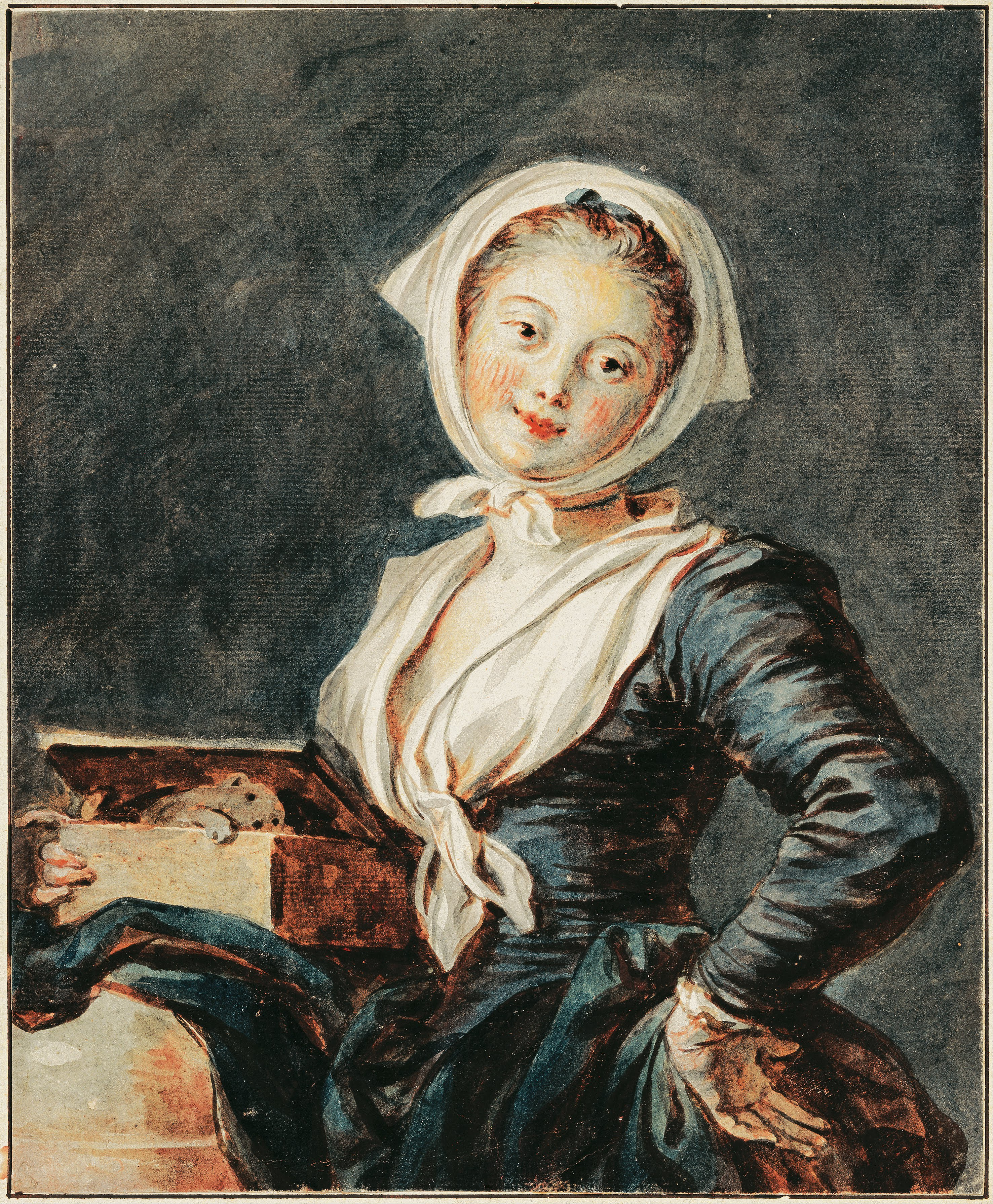
Jean-Honoré Fragonard, Dívka se svištěm
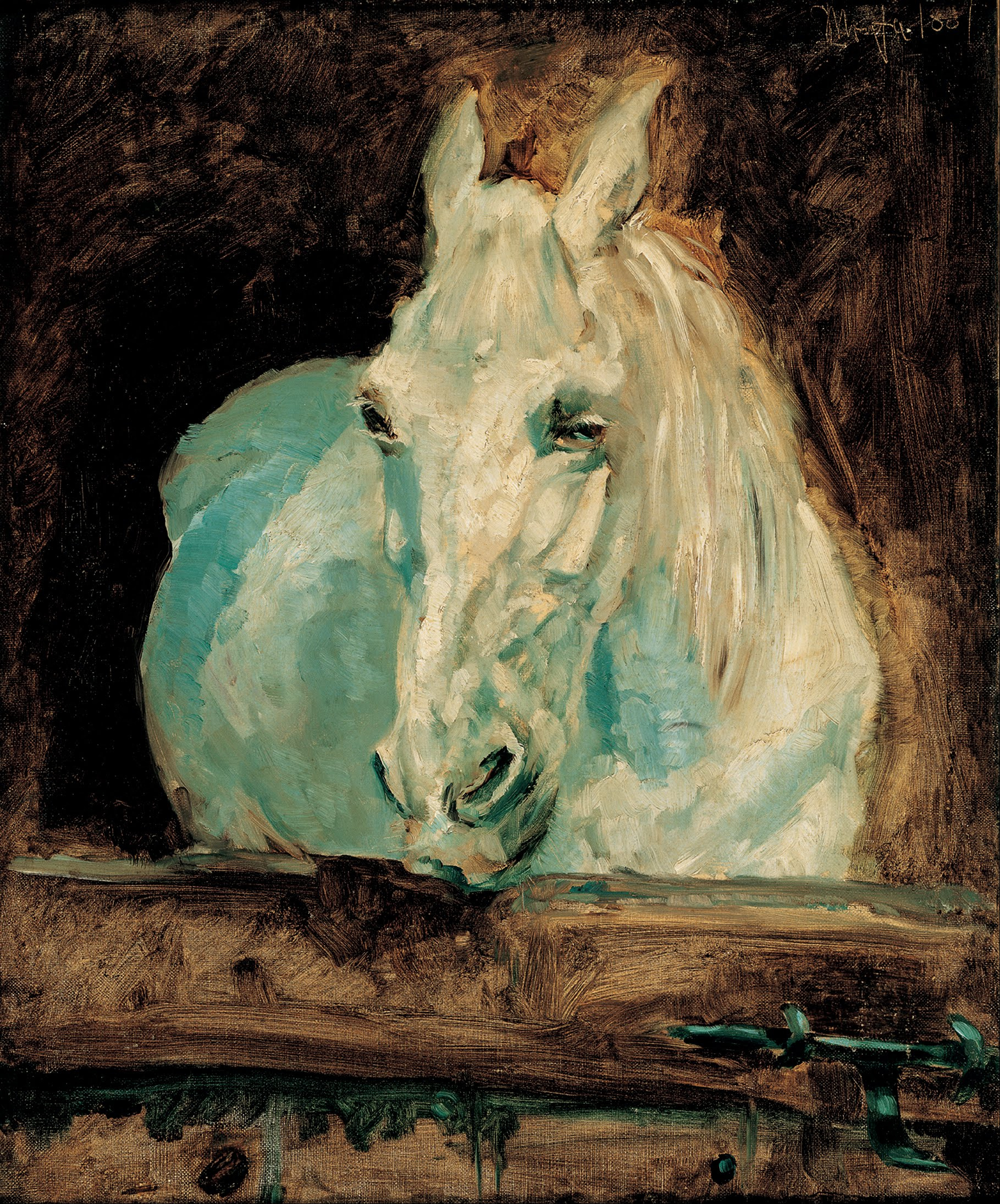
Henri de Toulouse-Lautrec, Bílý kůň "Gazela", 1881
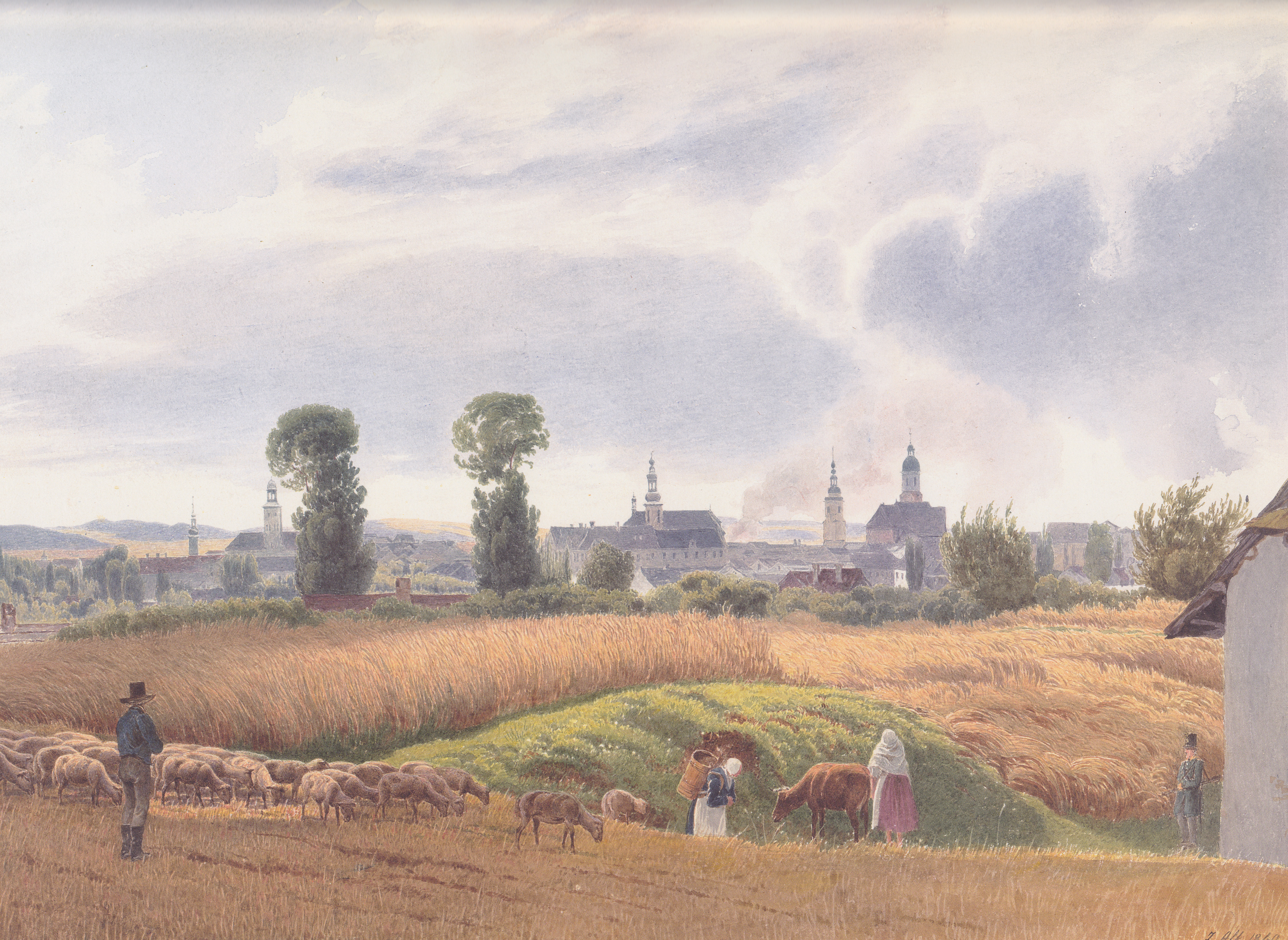
Jakob Alt, Opava, 1840
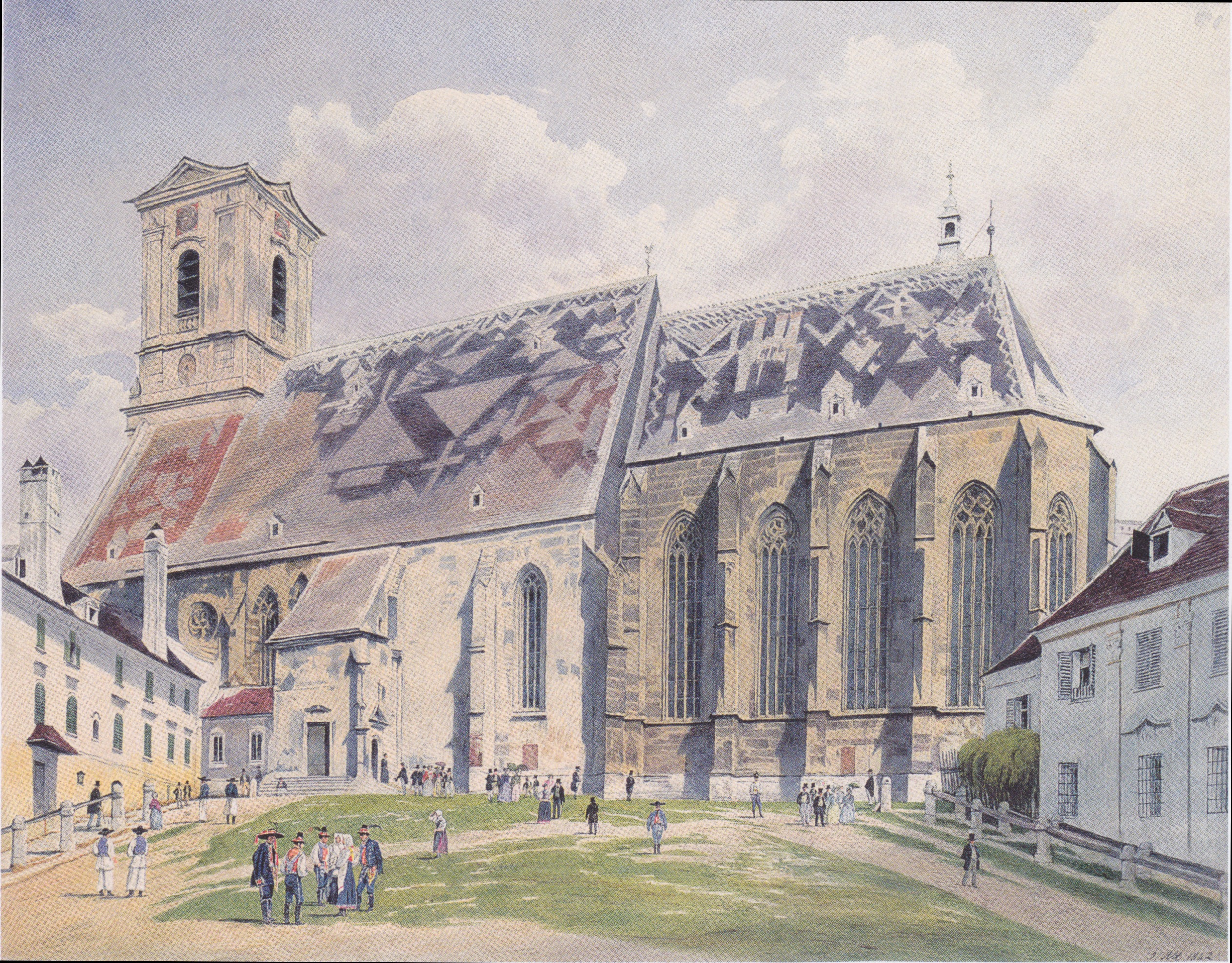
Jakob Alt, Dóm v Bratislavě, 1842
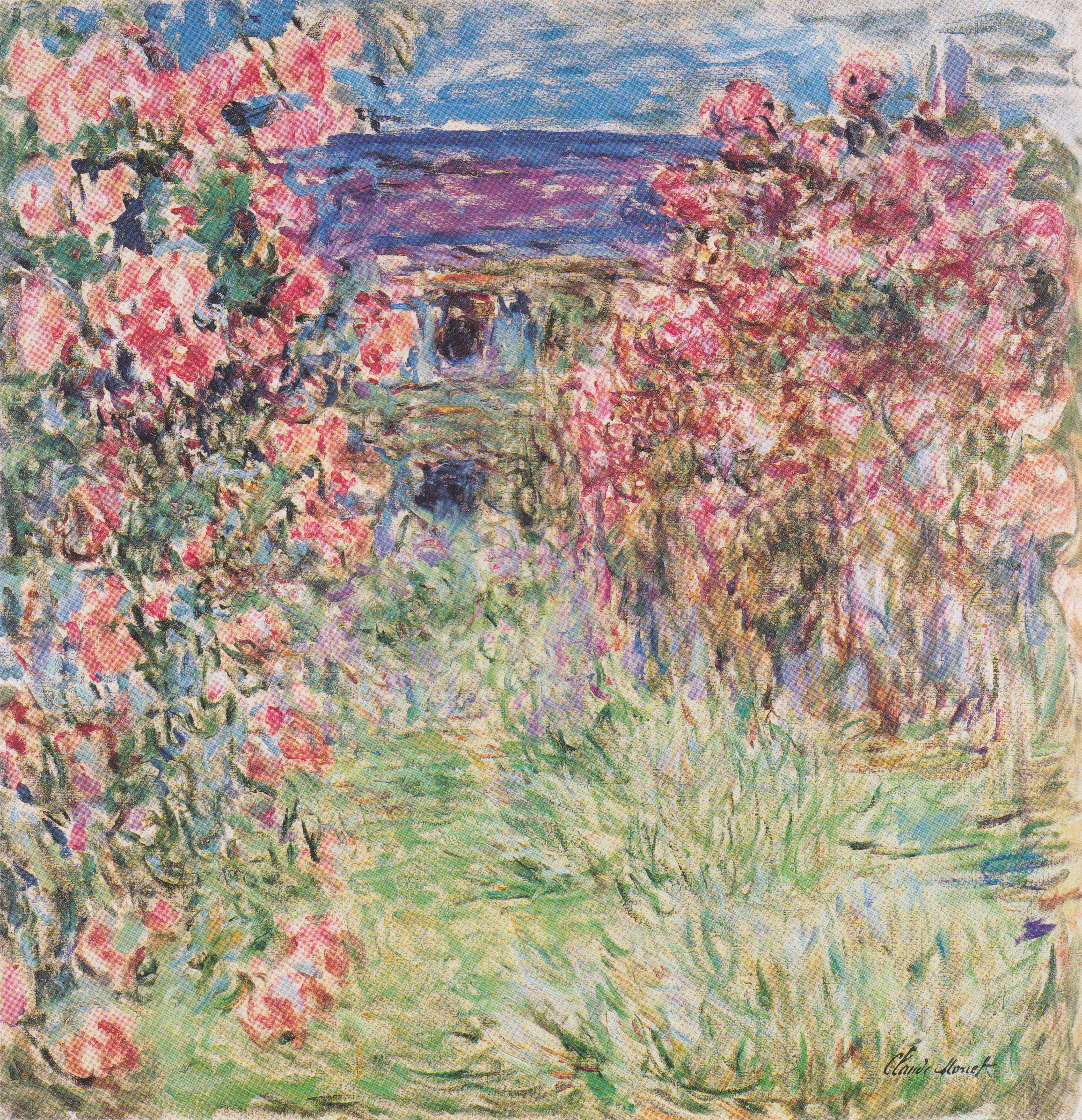
Claude Monet, Dům mezi růžemi, asi 1918
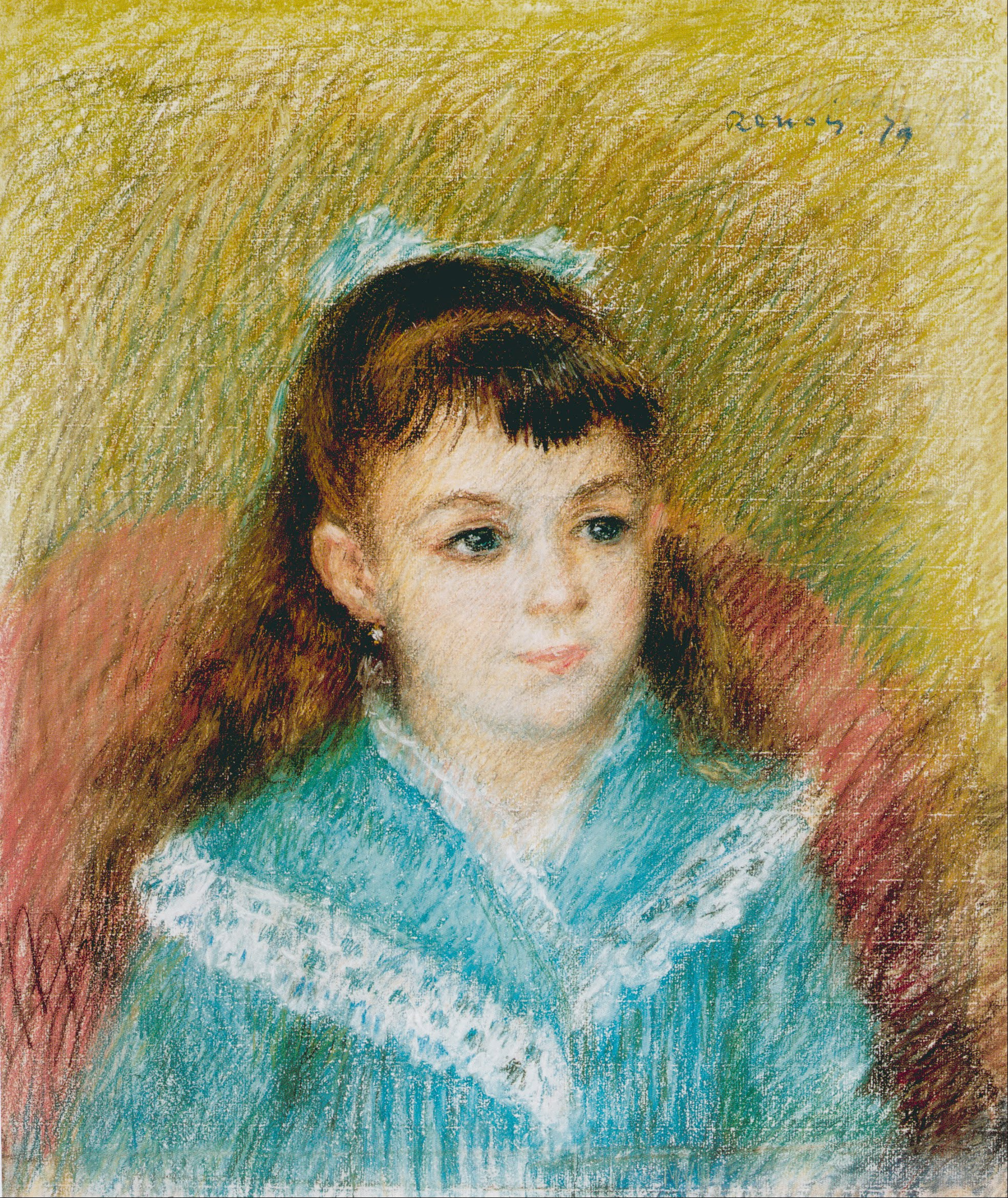
Auguste Renoir, Portrét děvčete, 1880
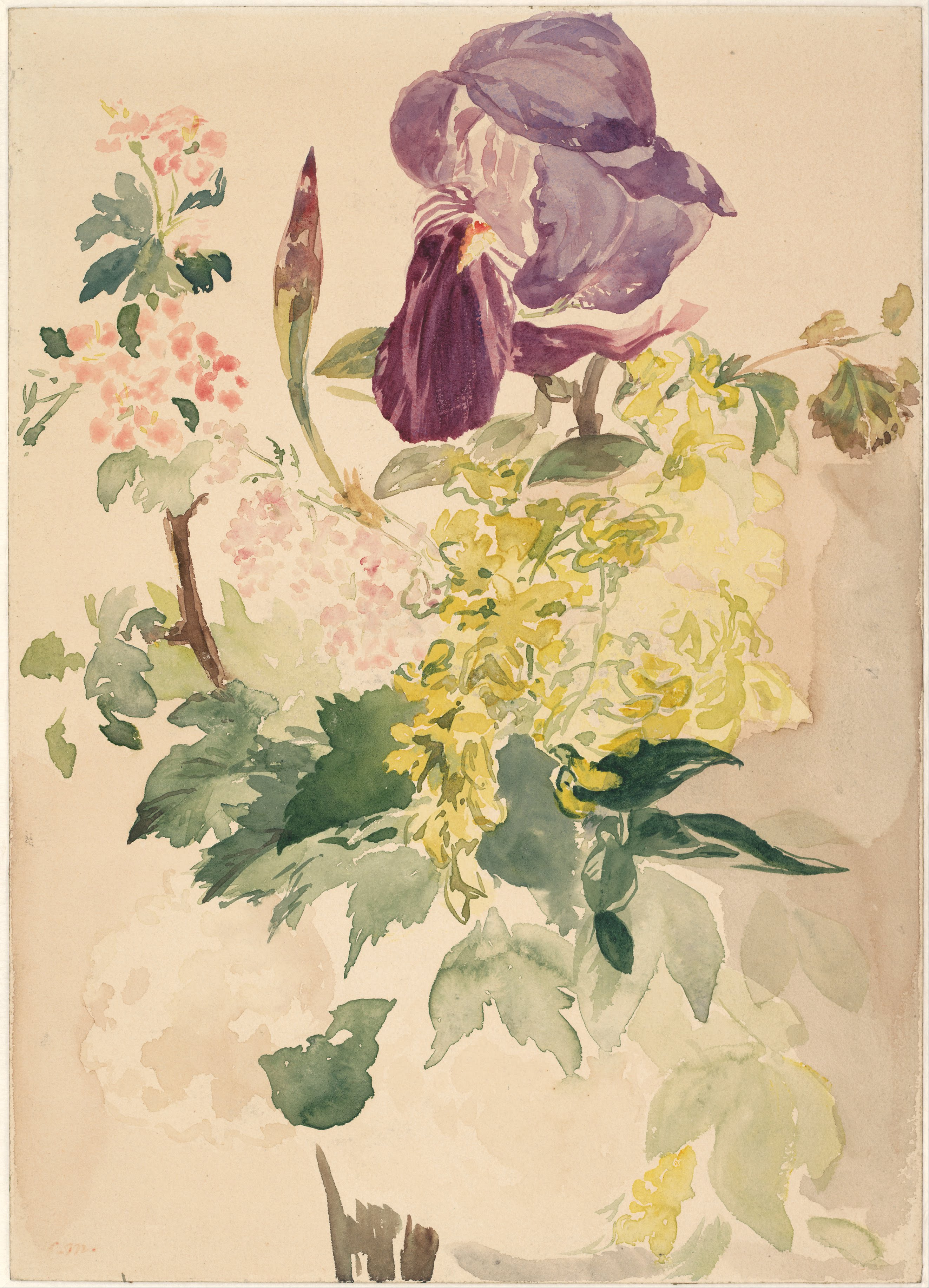
Édouard Manet, Kytice s kosatcem, 1880
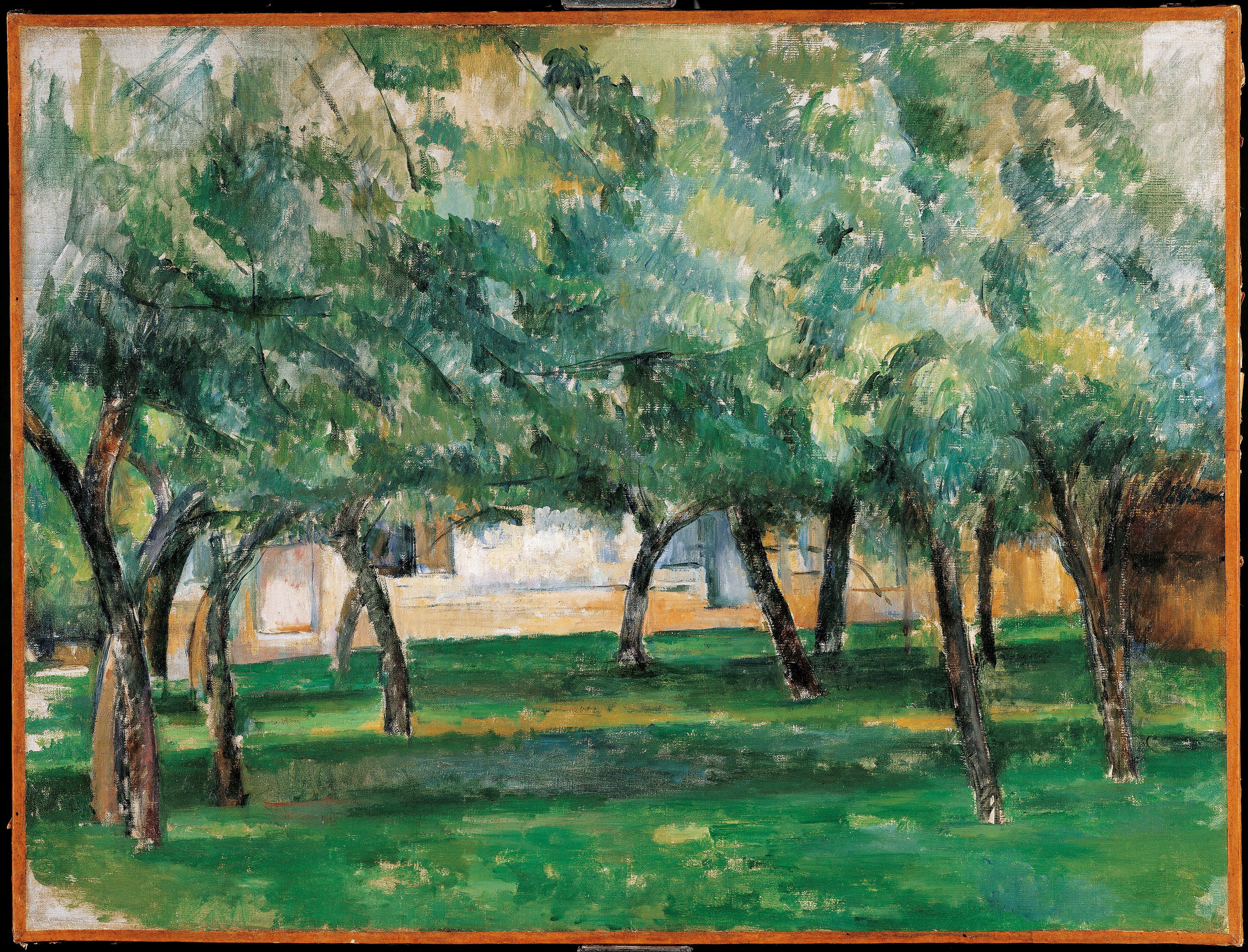
Paul Cézanne, Statek v Normandii, asi 1885
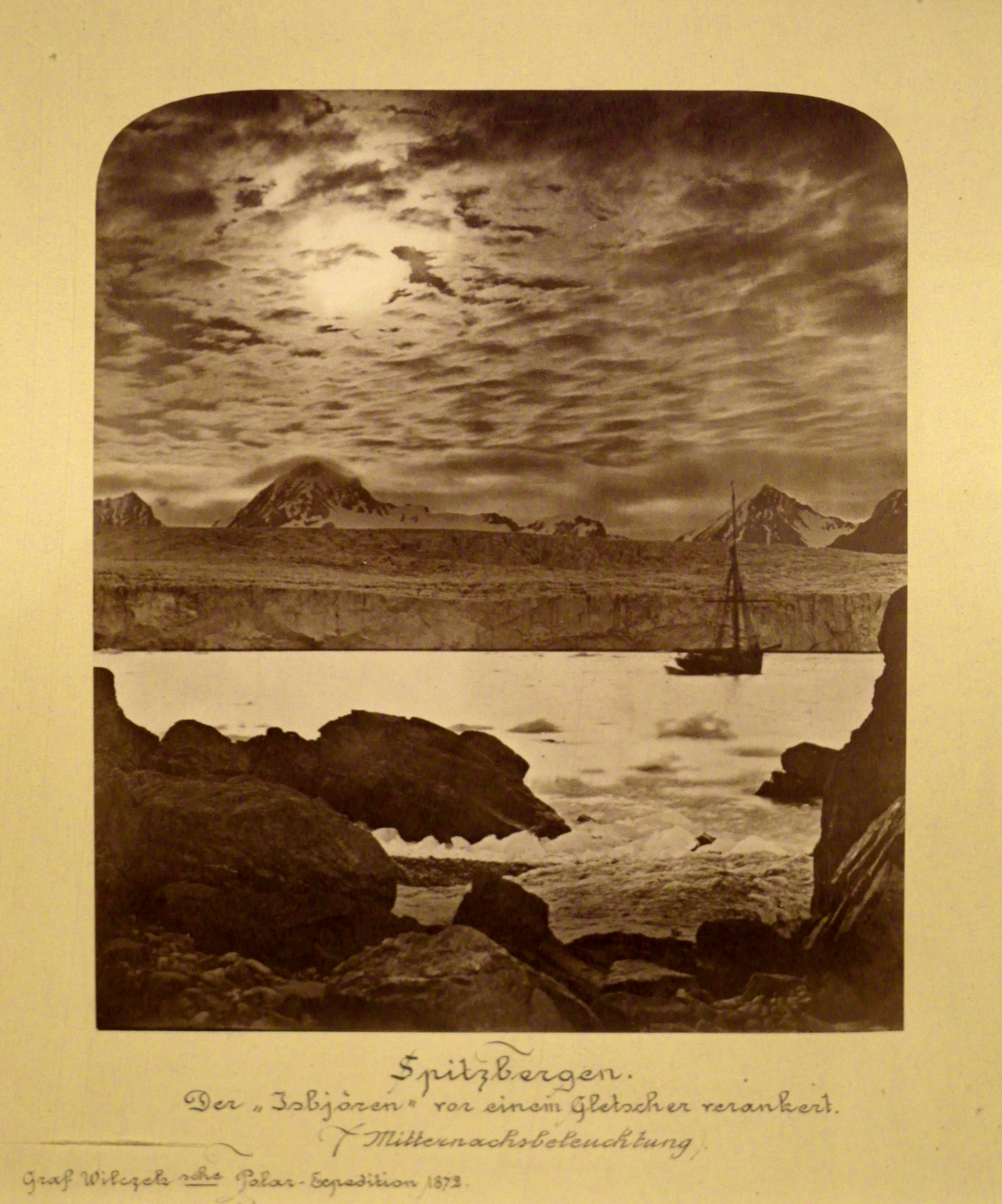
Wilhelm J. Burger, Špicberky, fotografie, 1872